# Tricimba papuensis
Tricimba papuensis är en tvåvingeart som beskrevs av Ismay 1993. Tricimba papuensis ingår i släktet Tricimba och familjen fritflugor. Inga underarter finns listade i Catalogue of Life.